# Rob Rock

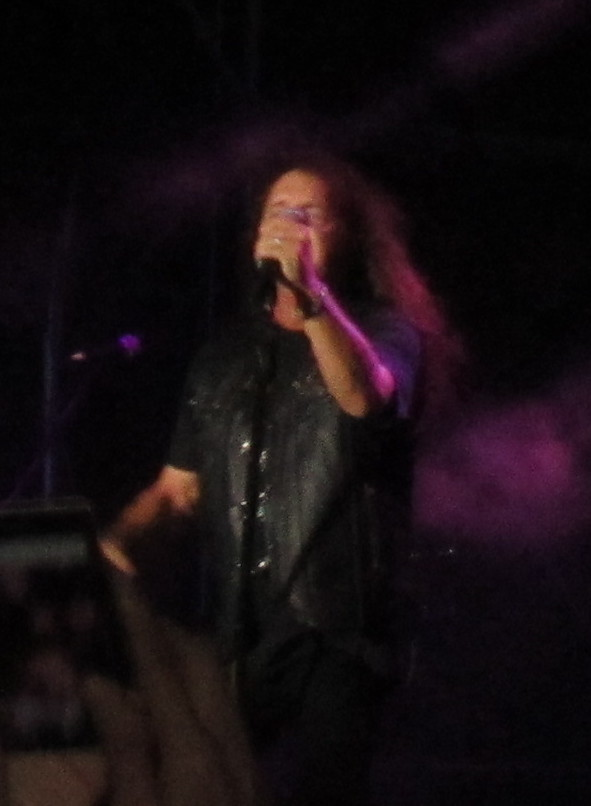
Rob Rock, 2016

Robert Rock ist ein amerikanischer Metal-Sänger. Er war Sänger der Bands Impellitteri (1987, 1992–2000), Joshua (1988), Angelica (1989), Driver (1990) und Axel Rudi Pell (1991). Sein Soloprojekt ist dem christlichen Heavy-Metal zuzuordnen.

## Biografie
Rob Rock startete seine Karriere 1983, als er zusammen mit Chris Impellitteri die Coverband ‘Vice’ gründete. 1986 spielte er zusammen mit Tony MacAlpine, Tommy Aldridge und Rudy Sarzo und nahm das M.A.R.S.-Album „Project: Driver“ auf. 1991 sang er für ein Jahr bei Axel Rudi Pell.
Zusammen mit Impellitteri nahm Rob Rock eine EP auf, wegen seiner Tätigkeit in anderen Projekten schloss er sich jedoch nicht der Band an. Erst in den frühen 1990er Jahren wurde er festes Mitglied der Band. Mit der Band feierte er internationalen Erfolg, vor allem in Japan erlangte man nahezu Superstar-Status.
Ab 2000 konzentrierte sich Rob Rock auf sein Soloprojekt. Er veröffentlichte das Album „Rage of Creation“ und schloss einige Konzerte mit einer neu gegründeten Band an. Die Alben „Eyes of Eternity“ und „Holy Hell“ folgten nach. 2007 erschien das Album „Garden of Chaos“ mit der kompletten Instrumentalbesetzung der Band Narnia als Sessionmusiker.
In der Metal-Oper Avantasia (2000–2002) sang Rob Rock die Rolle des „Johann von Bicken“.

## Diskografie (Soloprojekt)
- Rage of Creation (2000)
- Eyes of Eternity (2003)
- Holy Hell (2005)
- Garden of Chaos (2007)
- The Voice of Melodic Metal – Live in Atlanta (2009)